# 交会穴
交会穴（こうえけつ）とは、二つ以上の経脈が交わるところをさす。局所の治療だけでなく、その他の経脈と密接に関係しているので全身の調整にも用いられる。

## 交会穴の一覧
- 中極、関元、陰交、下脘、中脘、上脘、天突、廉泉、承漿（任脈）
- 長強、陶道、大椎、瘂門、風府、脳戸、百会、神庭、水溝（督脈）
- 中府（肺経）
- 臂臑、肩髃、巨骨、迎香（大腸経）
- 承泣、巨髎、地倉、下関、頭維、缺盆（胃経）
- 三陰交、衝門、府舎、大横、腹哀（脾経）
- 三陽絡（三焦経）